# Unas vacaciones raras
Unas vacaciones raras es el quinto álbum de estudio del grupo Él Mató a un Policía Motorizado. Fue grabado para musicalizar el reestreno de la serie Okupas en 2021 incluye la nueva canción «La otra ciudad» además de versiones de piezas incluidas en discos anteriores como Un millón de euros (2006), Día de los muertos (2008) y La dinastía Scorpio (2012).

## Lista de canciones
1. «La otra ciudad»
2. «El día del huracán» (versión 2021)
3. «Vienen bajando» (versión 2021)
4. «Yoni B» (versión 2021)
5. «Día de los muertos» (versión 2021)
6. «Noche negra» (versión 2021)
7. «Rey del terror» (versión 2021)
8. «Noche de los muertos (versión 2021)